# Domingo Villar
Domingo Villar (1971, Vigo, Galicie – 18. května 2022) byl španělský spisovatel, filmový a televizní scenárista, rozhlasový pracovník a gastronomický kritik. Je představitelem literárního žánru roman noir, (španělsky) novela negra.

## Život

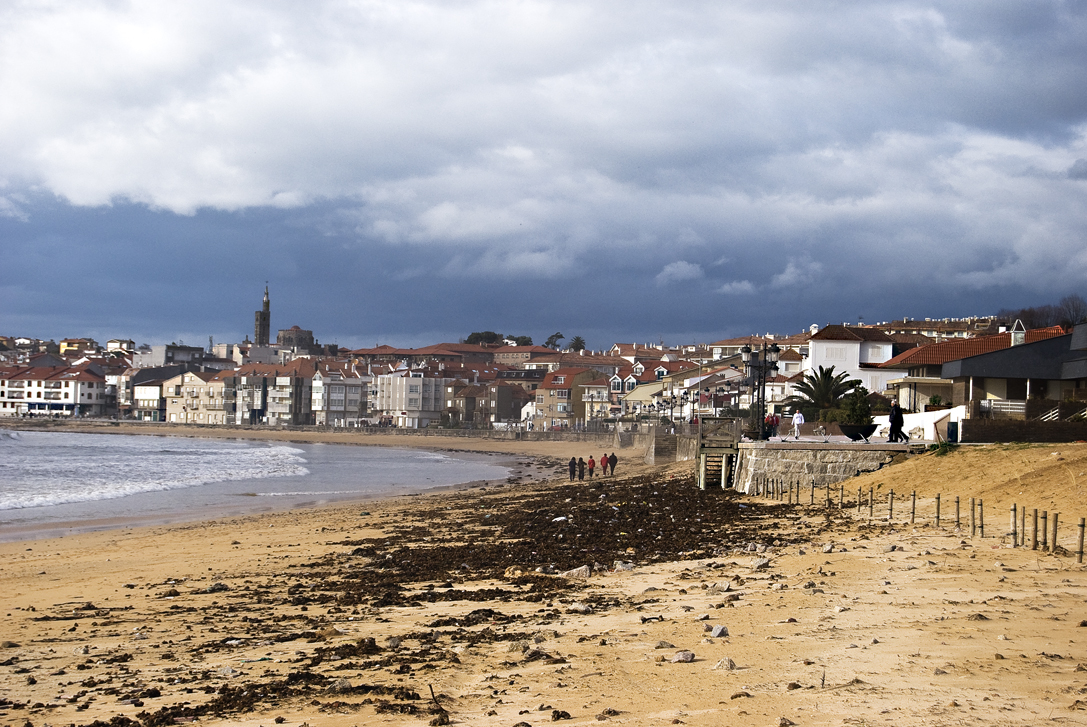
Panxón, dějiště románu Pláž utonulých

Pochází z největšího galicijského přístavního města Viga, žije a tvoří v Madridu. Už od dětství je jeho život spojen s vinařstvím, což později zhodnotil jako gastronomický kritik při práci v rozhlase Cadena SER. První román Ojos de agua (Oči v barvě vody) vydal v roce 2006. V něm poprvé čtenářům představil policejního inspektora Leo Caldase, nesmělého mladého muže, milovníka bílého vína a jazzové hudby, který vyšetřuje závažné zločiny, ale se svým životem si neví moc rady. Kniha měla velký úspěch a tak v roce 2009 následoval další kriminální román s touto postavou La playa de los ahogados (česky: Pláž utonulých, 2013). V něm zhodnotil autor dobrou znalost galicijského pobřeží, prostředí rybářů a jejich těžké práce. Román byl přeložen do několika jazyků a dočkal se i filmového zpracování.
Domingo Villar je též autorem cestovních průvodců zaměřených na přístav Vigo a galicijská „ría“ (Panxón, A Guarda a další). V roce 2013 vydal Cruces de piedra (Kamenné kříže). Za svoji literární činnost získal několik ocenění.

## Dílo

### Romány
- 2006 Ojos de agua (v galicijském originálu: Ollos de auga, Galaxia), Siruela
- 2009 La playa de los ahogados (v galicijském originalu: A praia dos afogados, Galaxia), Siruela

### Cestovní průvodce
- 2013 Cruces de piedra (v galicijském originálu: Cruces de Pedra)

### Česky vyšlo
- 2013 Pláž utonulých (La playa de los ahogados), překlad Simoneta Dembická, Host, Brno

### Film
V roce 2015 natočil režisér Gerardo Herrero podle románu La playa de los ahogados stejnojmenný film. Zahráli si v něm herci Carmelo Gómez, Antonio Garrido, Carlos Blanco, Marta Larralde a další.

## Ocenění
- Premio Sintagma 2007[3]
- Premio Antón Losada Diéguez[4]
- Libro del año por la Federación de Libreros de Galicia[5]
- Premio Brigada 21[6]